# Graine de canique

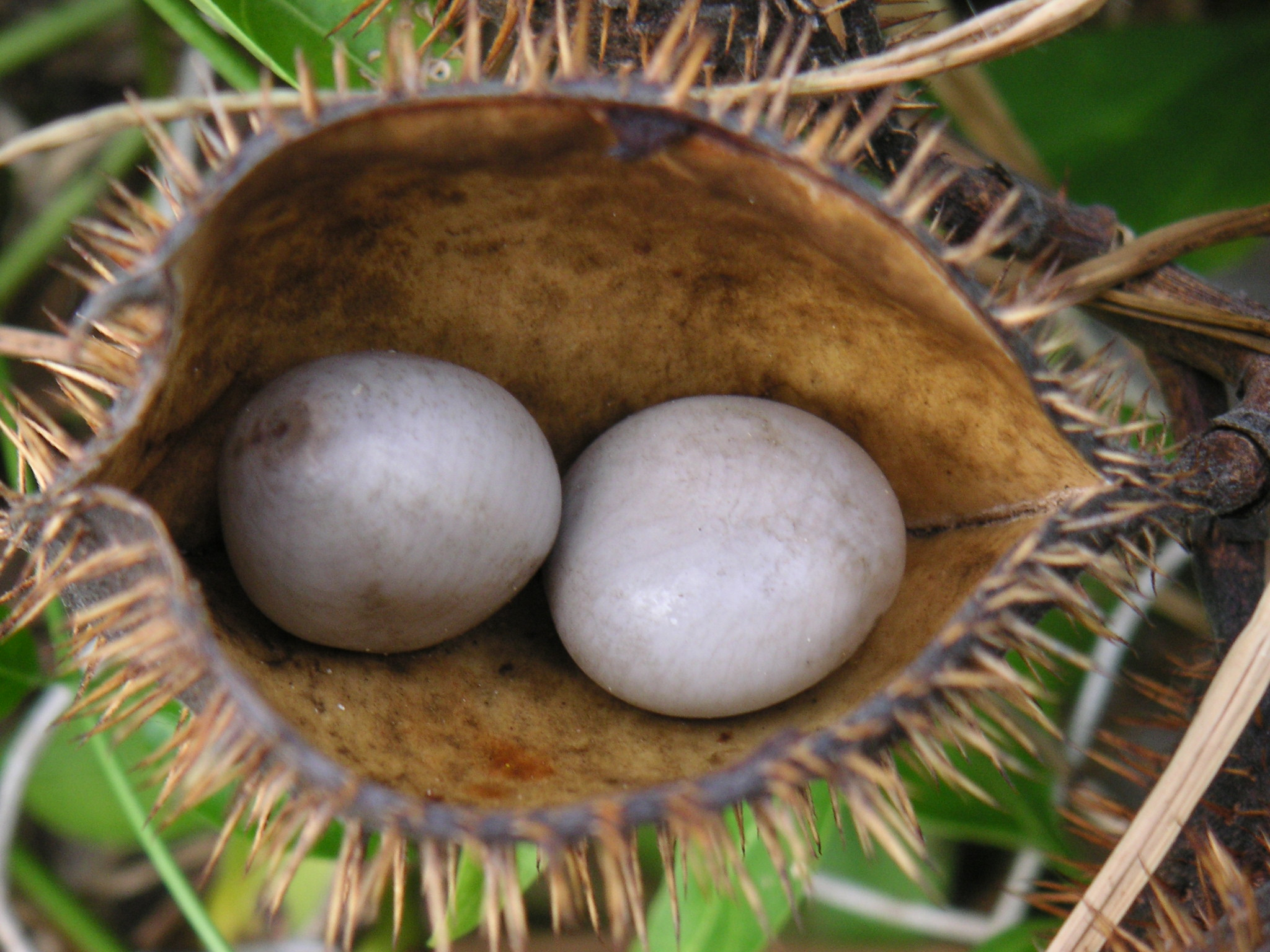
Graines dans les fruits de Guilandina bonduc ou Caesalpinia bonduc.

Les graines de caniques sont des graines lisses et brillantes d'arbustes légumineux tropicaux, en particulier Guilandina bonduc et Guilandina major, tous deux connus sous le nom commun d'arbre warri. C. bonduc produit des graines grises et C. major produit des graines jaunes. En conséquence, ces espèces sont localement connues dans les Caraïbes sous le nom de « caniques grises » et « nickers jaunes ».

## Description
Le mot nicker qui désigne l'arbrisseau en anglais dérive probablement du mot néerlandais knikker, qui signifie marbre. Dans les Caraïbes, les graines de caniques sont utilisées pour jouer à des jeux de mancala tels que l'oware ou awalé. La graine ressemble à du marbre et convient à d'autres usages, comme la bijouterie ; elle est aussi parfois broyée pour en faire une tisane médicinale.
Les graines se trouvent souvent sur la plage et sont également connues sous le nom de sea pearls (perles marines) ou eaglestones (pierres d'aigle).
Les graines de Guilandina (Caesalpinia) et de Merremia dérivent parfois sur de longues distances. En 1693, James Wallace mentionna qu'ils se trouvaient souvent dans les Orcades : « Après des tempêtes de vent d'ouest parmi les algues, ils en trouvent régulièrement dans des endroits exposés à l'océan occidental ces Phaseoli (...). Depuis les Antilles, où elles poussent couramment, elles peuvent s'échouer en Irlande, dans les parties occidentales de l'Écosse et des Orcades ». En 1751, Erich Pontoppidan en décrit une trouvée sur la côte de Norvège : « Elle est de la taille d'un marronnier, orbiculaire, mais plate, ou comme comprimée des deux côtés. Sa couleur est d'un brun foncé mais au milieu, à la jonction des coquilles, il est modifié par un cercle d'un noir brillant, et à côté d'un autre d'un rouge vif, qui font un très joli effet. » Elles étaient connues sous le nom de « haricots de mer » en Scandinavie, où l'une d'entre elles a été trouvée fossilisée dans une tourbière suédoise, et de « haricots Molucca » dans les Hébrides, où un visiteur d'Islay en 1772 a écrit qu'ils étaient des graines de « Dolichos wrens »., Guilandina bonduc, G. bonducetta, et Mimosa scandens …originaires de la Jamaïque. L'édition de 1797 de l'Encyclopædia Britannica disait qu'ils n'étaient utilisés que pour « la fabrication de tabatières à partir d'eux » ; cependant, il existe une longue tradition de les utiliser comme amulettes pour porter chance, le bannissement de la malchance ou pour faciliter l'accouchement.

## Galerie

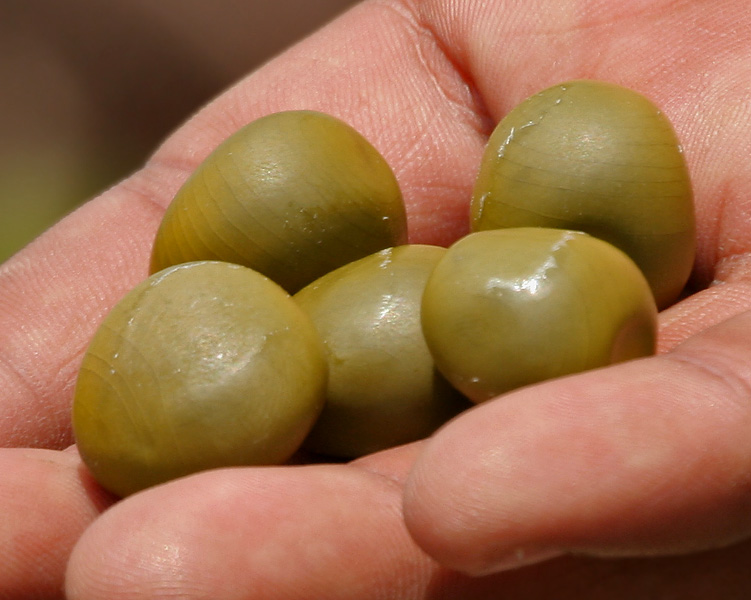
Graines de Guilandina bonduc dans le sanctuaire de faune de Krishna, Andhra Pradesh, Inde.
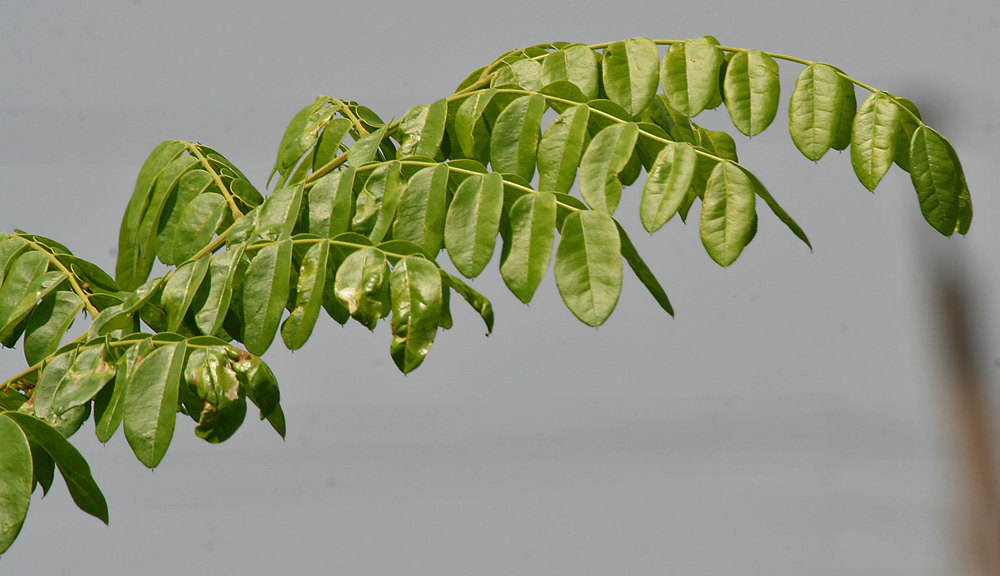
Feuilles de Guilandina bonduc dans le sanctuaire de faune de Krishna, Andhra Pradesh, Inde.
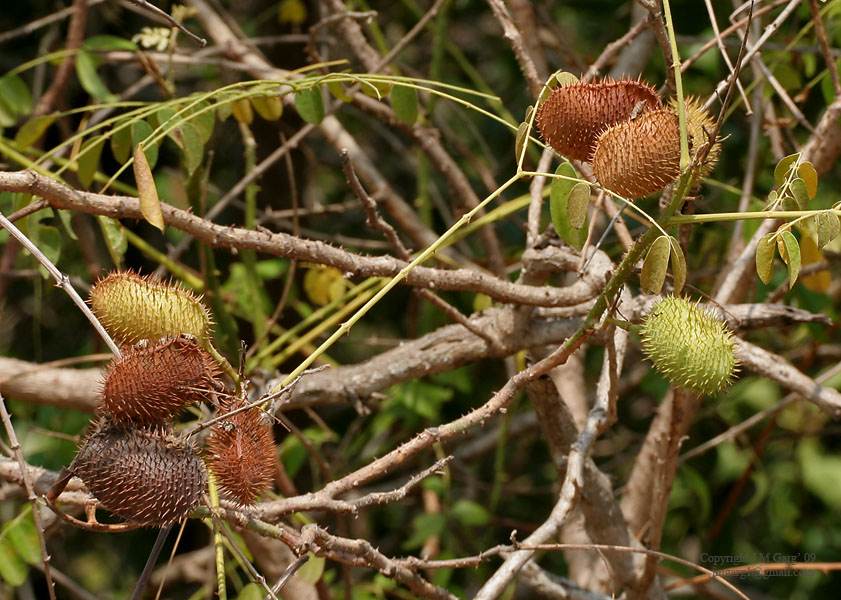
Fruit de Guilandina bonduc dans le sanctuaire de faune de Krishna, Andhra Pradesh, Inde.
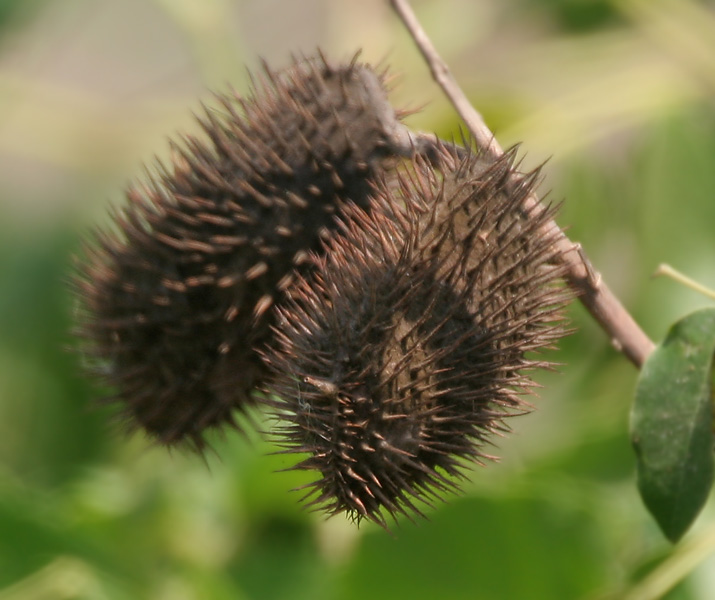
Fruit de Guilandina bonduc dans le sanctuaire de faune de Krishna, Andhra Pradesh, Inde.
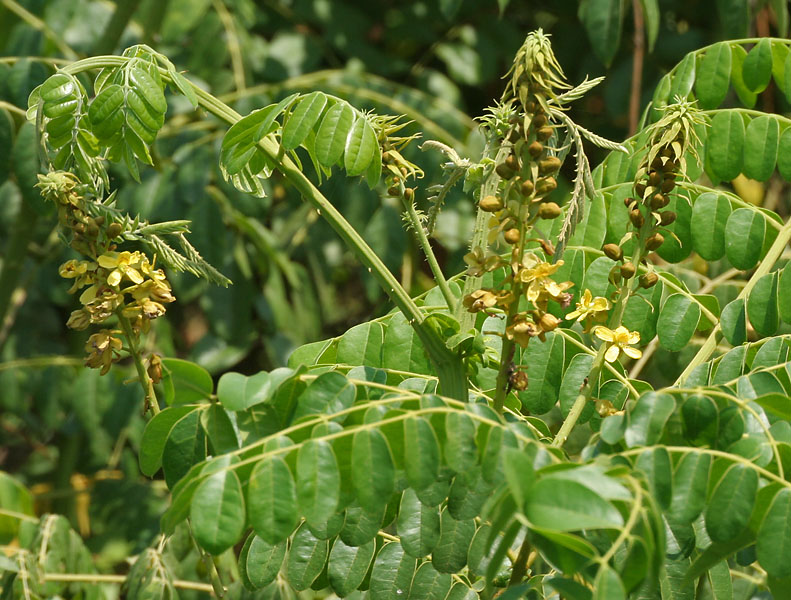
Guilandina bonduc fleurit dans le sanctuaire de faune de Krishna, Andhra Pradesh, Inde.
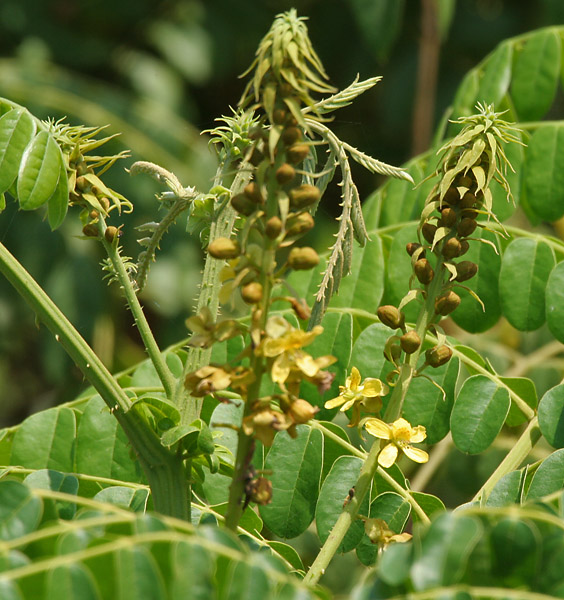
Guilandina bonduc fleurit dans le sanctuaire de faune de Krishna, Andhra Pradesh, Inde.
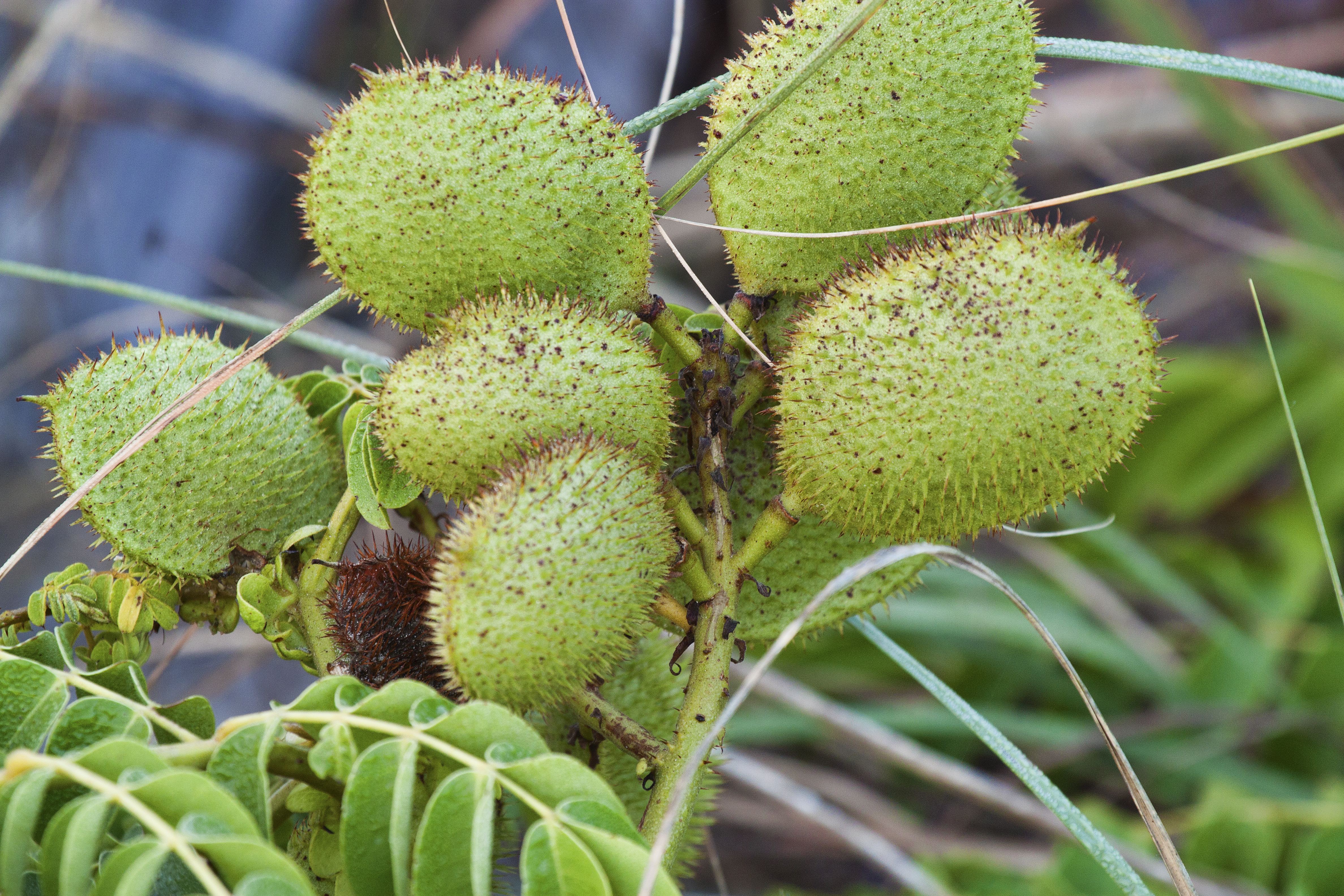
Guilandina bonduc Gousses de graines de noix de coco non mûres à Port Canaveral, Floride.